# ستيف إيفانز (لاعب دارت)
ستيف إيفانز (بالإنجليزية: Steve Evans)‏ هو لاعب دارت بريطاني، ولد في 7 يناير 1972 في ويلز في المملكة المتحدة.

## وصلات خارجية
- ستيف إيفانز على موقع DartsDatabase.co.uk (الإنجليزية)